# Bess Nkabinde
Bess Nkabinde-Mmono, geboren als Bess Motsatsi (* 1. Januar 1959 in Silwerkrans) ist eine südafrikanische Juristin und seit 2006 Richterin am Verfassungsgericht der Republik Südafrika.

## Leben
Ihre schulische Bildung erhielt Nkabinde in Tweespruit in der Provinz Oranje-Freistaat. Hieran schloss sich ein Studium an der Universität Zululand an, das sie 1983 abschloss. Danach wechselte sie an die Universität Potchefstroom, wo ihr 1986 der Bachelor of Laws verliehen wurde. Bereits 1984 trat sie in den öffentlichen Dienst ihres Heimatlandes ein und war im Justizministerium tätig. 1988 wurde sie als Anwältin zugelassen und absolvierte zunächst eine praktische Ausbildung bei der Rechtsanwaltskammer in Johannesburg. Danach ließ sie sich als Anwältin in Mafikeng nieder und befasste sich mit Fälle aus dem Bereich des Wirtschafts-, Familien- und Strafrechts. 1993 nahm Nkabinde an einem Fortbildungslehrgang für Juristen in Kanada teil. Zwischen 1994 und 1995 gehörte sie einem Untersuchungsausschuss an, der sich mit einem Aufstand der Aufseher des Gefängnisses von Mogwase auseinandersetzte. Von 1997 bis 1999 war sie zudem Vorstandsmitglied verschiedener Firmen. Im Februar 1999 wurde Nkabinde zur Richterin am North West High Court in Mafikeng ernannt. Bereits ein Jahr später wurde sie auf eine Richterstelle am Labour Court of South Africa berufen. Diese Position hatte sie bis 2003 inne. Im Oktober 2004 wurde sie Mitglied des Labour Appeal Court of South Africa, bis sie im Juni 2005 eine Richterstelle am Supreme Court of Appeal of South Africa annahm. Anfang 2006 wurde sie schließlich von Thabo Mbeki zur Richterin am Verfassungsgericht der Republik Südafrika ernannt.

## Sonstiges
Nkabinde ist verheiratet und Mutter von vier Kindern.

## Mitgliedschaften (Auswahl)
- Vorsitzende des Rules Board for Courts of Law
- Mitglied der Black Lawyers Association
- Mitglied der International Association of Women Judges